# Smør
Smør bliver fremstillet ved at kærne frisk eller fermenteret fløde eller mælk. Kærningen separerer mælkefedtet fra kærnemælken. Det bruges som smørepålæg på brød, til at give grøntsager smag og til bagning, i sovs eller til stegning.
Det er mest almindeligt at fremstille smør fra komælk, men mælk fra bøfler, får, geder og yakokser kan også anvendes. Det er almindeligt at tilsætte salt af hensyn til smag og holdbarhed. I Danmark må der højst være 1,2 % tilsat salt i smør. Aromastoffer og konserveringsmidler kan også tilføjes.
Smør består hovedsageligt af mælkeproteiner; mindst 80 % fedtstof og højst 16 % vand. Smør har en fast konsistens, men bliver meget blødt over stuetemperatur (20 °C). Ved opvarmning bliver smør en klar, flydende, gullig masse.
Det har normalt en bleg gul farve, men den kan variere fra dyb gul til næsten hvid. Farven er blegere, når køerne æder hø om vinteren og mørkere, når de æder frisk græs. Hvis køerne græsser året rundt, ændres smørrets farve ikke mærkbart. For at få en ensartet farve og konsistens tilføjer industrien ofte farvestoffer som annatto eller karoten.
Smør spises afkølet, og bruges oftes som underlag på pålæg, eller som fedtstof på panden.

## Etymologi
Det tyske og engelske ord for smør er butter, som via germanske sprog stammer fra det latinske ord butyrum, der er latiniseret fra det græske ord βούτυρον (bouturon). Dette ord er muligvis en konstruktion, der betyder "ko-ost", fra βοῦς (bous) der betyder "okse" eller "ko" + τυρός (turos) der betyder "ost". Ikke desto mindre er de tidligste nedskrevne form af den sidste del, turos ("ost"), på mykensk tu-ro, nedskrevet i Linear B omkring 1200 til 1400 f.Kr.. Ordstammen findes i det engelske ord butyric acid (smørsyre eller butansyre), der et stof som dannes, når smør og andre mælkeprodukter bliver harskt.
"Smør" et smørbart mælkeprodukt, men bruges dog ofte også om en puré som jordnøddesmør, mandelsmør eller æblesmør. Fedt, som kakaosmør eller sheasmør, der er faste ved stuetemperatur, kaldes også "smør".
Nogle ikke-mælkeprodukter med en smørlignende konsistens kaldes "smør". Fx ahornsmør.

## Fremstilling
Uhomogeniseret mælk og fløde indeholder mælkefedt i mikroskopiske dråber. De er omsluttet af en membran af fosforlipider (emulserede fedtsyrer) og proteiner, der forhindrer at mælken samles til en masse. Smør bliver produceret ved at omrøre eller piske fløde. Det får disse membraner til at briste og tillader at mælkefedtet samles og bliver skilt fra fløden. Forskellige produktionsmetoder fremstiller smør med varierende konsistens, hovedsageligt som følge af mælkefedtets sammensætning i det færdige produkt. Smør indeholder fedt i tre forskellige former: frit mælkefedt, mælkefedt i form af små krystaller og fedtdråber. I det færdige produkt giver forskellige mængde af disse bestanddele en forskellig konsistens i smørret; smør med mange krystaller er hårdere end smør, hvor der er meget frit fedt. Ligeledes kan variationer i foder og årstid påvirke farven og konsistensen.
I en traditionel smørkærne anvendes syrnet fløde. Kærning af fløde giver små dråber smør, der flyder rundt i resten fra fløden. Det væskeholdige biprodukt kaldes kærnemælk, og den traditionelle måde at kærne smør på gav kærnemælk. Det meste kærnemælk er i dag fermenteret skummetmælk. Kærnemælken bliver adskilt fra resten, og nogle gange bliver der fjernet en yderligere kærnemælk ved at rense smørpartiklerne med vand. Når smør bliver fremstillet manuelt, kan denne proces blive udført på særlige træplader.
Ved industriel fremstilling i kontinuerlige smørmaskiner anvendes frisk fløde, der normalt syrnes efter kærning med IBS-metoden (Indirekte Biologisk Syrnet). Kommercielt smør indeholder omkring 80 % mælkefedt og 15 % vand. Traditionelt fremstillet smør kan have fedtprocenter på helt ned til 65 % og op omkring 30 % vand.

### Typer
Variationer i produktionsmetoden vil give smør med forskellig konsistens, hovedsagelig på grund af smørfedtets sammensætning i det færdige produkt. Smør indeholder fedt i tre separate former, og forskellige sammensætninger af disse fører til forskellig konsistens i slutproduktet. Antallet af krystaller er afgørende for smørrets hårdhed. Som sideprodukt ved kærningen udkrystalliseres kærnemælk.
En metode til fremstilling af smør blev udviklet i begyndelsen af 1970'erne. Metoden består i at producere smør af frisk fløde og derefter tilsætte bakteriekulturer. For producenterne er denne metode mere effektiv, da den traditionelle metode kræver betydelig mere lagerplads. En anden metode er at tilføje mælkesyre og aromastoffer til den friskkærnede smør.
Klaret er en smørtype, hvor næsten alle vand- og mælkepartikler er fjernet, så der er næsten rent smørfedt tilbage: Smørret opvarmes til smeltepunktet, hvorefter det afkøles. Derved dannes der øverst valleproteiner som et "skind", der fjernes. Det tilbageværende smørfedt adskilles fra blandingen af vand og kasein proteiner og lægger sig på bunden. Det rene klarede smørfedt anvendes især til madlavning i Frankrig, det indiske køkken og i Mellemøsten .
Mejeriprodukter er ofte pasteuriserede under produktionen for at udslette patogene bakterier og andre mikrober.  Pasteurisering sikrer flere måneders holdbarhed, hvorimod friskkærnet smør uden tilsætningsstoffer er holdbart i ca. 10 dage.
Mælkefedt er en blanding af triglycerider, en triester fremstillet fra glycerol og tre af fedtsyregrupper, der kan variere. Smør bliver harskt , når disse kæder nedbrydes til smørsyre og diacetyl. Densiteten af smør er 0,911 g/cm3, hvilket er nogenlunde det samme som is. Mange gange er smør tilsat ingredienser for at forbedre det: salt eller konserveringsmidler. Det meste smør bliver i dag produceret, så det er lettere at smøre på brød.

### Europæiske varianter
Der er flere smørprodukter produceret i Europa med patent:
- Beurre d'Ardenne fra Belgien
- Beurre d'Isigny fra Frankrig
- Beurre Charentes-Poitou (som også omfatter: Beurre des Charentes og Beurre des Deux-Sèvres under samme klassifikation) fra Frankrig
- Beurre Rose fra Luxembourg
- Mantequilla de Soria fra Spanien
- Mantega de l'Alt Urgell jeg la Cerdanya, fra Spanien
- Lurmærket smør fra Danmark

## Opbevaring
Normal vil smør blive hårdt ved en temperatur på 15 °C (60 °F), ganske langt over køleskabstemperatur. Selv i køleskabsrum til smør og grønsager, hvor der er varmere end i resten af køleskabet, bliver smørret hårdt. Sådanne køleskabe har været populære i New Zealand. Hvis smørret pakkes ind i en tæt pakning, forlænges holdbarheden, ligesom det forebygger, at smørret optager ubehagelig lugt.

## Anvendelse
I Nordeuropa anvendes smør ofte som bindemiddel mellem brød og pålæg. Smør anvendes overalt i verden til stegning (på samme måde som vegetabilsk olie eller margarine) og tilføjer krydring af maden. Smeltes smør ved lav temperatur (klares), deler det sig i kasein, rent smørfedt og proteiner. Det er fedtet, som bruges til stegning. Vandet bruser og proteinerne brænder på bunden ved høje temperaturer. Desværre har smør en tendens til at brunes og brænde på, når det anvendes til stegning. Det undgås ved at blande det med olie eller klare smørret først. 
Smeltet smør spiller en vigtig rolle i saucer i Det franske køkken. Beurre noisette og Beurre noir er baseret på smeltet smør, som koges til saucen er gylden eller mørkebrun. (p. 36)  Hollandaise og béarnaise er baseret på æggeblommer og smeltet smør. Æg er grundlæggende i mayonnaiser, hvor smør erstatter olie. (p. 635–636)  Beurre blanc er smør, pisket med vineddike eller vin, som får en cremet konsistens.(p. 632) 
Smør bruges til sautering og stegning, selv om mælkefedtet bruner og brænder ved temperaturer over 150 °C, hvilket er for lavt til mange emner, og derfor kan der tilsættes madolie for at bringe bruningstemperaturen op. Røgpunktet for mælkefedt er omkring 200 °C, så klaret smør eller ghee er derfor mere bevendt ved stegning.(p. 37)  Ghee har altid været almindeligt til at stege i Indien, hvor mange undgår animalsk fedt af kulturelle eller religiøse årsager.
Smør spiller en stor rolle i bagværk. Mange småkager og en del kager indeholder smør rørt med sukker, som ved kraftig omrøring giver luftbobler. De skotske shortbreads indeholder store mængder smør. Butterdej og pie er baseret på en stor mængde fedtstof, hvor smør ofte vælges på grund af konsistensen, men kan skabe problemer på grund af dets lave smeltepunkt. Pund-til-pund bagværk, fx sandkage er baseret på lige dele smør, sukker, mel og normalt et æg pr. 100 gram.

## Historie
Det tidligste smør, som menneskeheden har fremstillet, har været af fåre- og gedemælk; man mener ikke, at kvæg er blevet domesticeret før tusinde år senere. En af oldtidens metoder til at fremstille smør bruger et gedeskind halv fyldt med mælk, som bliver pustet op og lukket. Skindet bliver herefter hængt på et trefod af grene og gynget frem og tilbage, til mælken er blevet til smør. Denne metode anvendes stadig i dele af Afrika og Mellemøsten.
I middelhavsklimaet bliver smør hurtigt harskt - til forskel fra ost - og det er dermed ikke en praktisk måde at konservere mælk på. I oldtidens Grækenland og i Romerriget synes man at have betragtet smør som en spise, der var forbeholdt barbarerne mod nord. Et skuespil skrevet af den græske digter Anaxandrides refererer til thrakerne som boutyrophagoi, "smørspisere". I sit værk Naturalis Historia kalder Plinius den ældre smør for "den mest delikate type mad i de barbariske lande" og fortsætter med at beskrive dets medicinske egenskaber. Den senere fysiker Galen beskrev ligeledes kun smør ud fra de medicinske egenskaber.
Historiker og lingvist Andrew Dalby mener, at de fleste referencer til smør i tekster fra oldtidens Mellemøsten burde blive oversat til det mere korrekte ghee. Ghee nævnes i Periplus Maris Erythraei som en typisk handelsvare i det første århundrede e.Kr. omkring det Arabiske Hav, og den romerske geograf Strabo beskriver det som en vare fra Arabien og Sudan. I Indien har ghee været et symbol på renhed og en offergave til guderne - særligt til Agni, der er hinduernes gud for ild - i mere end 3000 år. Referencer til ghees hellige natur kendes adskillige steder i Rigveda, som blev nedskrevet 1500-1200 f.Kr. Fortællingen om Krishna, der som barn stjæler smør, er fortsat en populær børnehistorie i Indien. Siden Indiens forhistorie har ghee både være en basisfødevare og været brugt til ceremonielle formål i hellige lamper og begravelseslygter.

### Middelalderen
I de køligere klimaer i Nordeuropa kunne befolkningen gemme smør længere, før det blev dårligt. Skandinavien har den ældste tradition i Europa med at eksportere smør, og det kan spores helt tilbage til 1100-tallet. Efter Romerrigets undergang og gennem størstedelen af middelalderen var smør en almindelige spise i størstedelen af Europa, men det havde dog et dårligt ry, og det blev derfor primært indtaget af almuen. Smør blev langsomt accepteret i overklassen, særligt da den romerskkatolske kirke i 1500-tallet tillod smør i fastetiden. Brød og smør blev en almindelig spise blandt mellemklassen og særligt englænderne fik et ry for deres liberale brug af smeltet smør som sovs til kød og grøntsager.(p. 33) 
I antikken blev smør brugt som brændsel i lamper som erstatning for olie. Smørtårnet på Katedralen i Rouen blev opført i begyndelsen af 1500-tallet, da ærkebiskop Georges d'Amboise tillod afbrænding af smør i stedet for olie, der var en mangelvare.
Over hele Nordeuropa blev smør pakket i tønder og begravet i højmoser, nogle gange i flere år. Dette mosesmør fik en stærk smag, men det forblev spiseligt som følge af det kolde, luftfri, antiseptiske og syreholdige miljø i mosen. Sådanne begravede smørtønder findes stadig under arkæologiske udgravninger i Irland. National Museum of Ireland i Dublin har flere af denne type fund som indeholder "en grålig osteagtig substans, som er delvist stivnet, ikke ulig smør, og er helt fri for forrådnelse." Praksis med at nedgrave smør i tønder for at konservere det, var mest almindelig i Irland i 1000- til 1300-tallet, og den stoppede inden 1800-tallet.

### Industrialiseringen
Ligesom Irland blev Frankrig kendt for smør, særligt i Normandiet og Bretagne. I 1860'erne var smør så efterspurgt i Frankrig, at kejser Napoleon 3. af Frankrig tilbød en stor belønning for en billig erstatning. Den franske kemiker Hippolyte Mège-Mouriés modtog prisen for opfindelsen af margarine i 1869. Den første margarine var fremstillet af talg fra oksekød og tilsmagt med mælk; vegetabilsk margarine fulgte efter udvikling af hydrogenering af olie omkring 1900.
Frem til 1800-tallet blev langt størstedelen af smør fremstillet på de enkelte gårde. De første egentlige smørfabrik blev etableret i USA i begyndelsen af 1860'erne, efter at oprettelsen af flere ostefabrikker var blevet en succes omkring 10 år tidligere. I 1870'erne introducerede og markedsførte den svenske ingeniør Carl Gustaf Patrik de Laval den centrifugale mælkeseparator. Denne opfindelse gjorde fremstillingen af smør mærkbart hurtigere, idet den eliminerede den tidskrævende proces, hvor man lade fløden samle sig i den øverste del af mælken på naturlig vis. I begyndelsen blev mælk transporteret til smørfabrikkerne, og fløden blev separeret her. Efter relativt kort tid blev mælkeseparatoren dog så lille og billig nok til at man kunne effektivisere smørfremstillingen yderligere, fordi man nu kunne separere fløden fra mælken ude på de enkelte gårde. Omkring 1900 var mere end halvdelen af alt smør, der blev produceret i USA, fremstillet på fabrikker, og i Europa gik det samme vej kort efter.
I 1920 skrev Otto Hunziker The Butter Industry, Prepared for Factory, School and Laboratory, der blev en velkendt bog i industrien, og den blev udgivet i mindst tre udgaver (1920, 1927, 1940). Som en del af American Dairy Science Associations arbejde udgav Professor Hunziker og andre artikler om årsagerne til talg-ficering (tallowiness) (en odeurdefekt, der er anderledes end harskning, som er en smagsdefekt); marmorering (et æstetisk problem relateret til en uensartet farve i smøret); introduktionen af salt; virkningen af metaller og væsker; og måling af surhedsgrad. Disse og andre af American Dairy Science Associations udgivelser hjalp med at standardisere en international praksis i arbejdet med smør.
Smør gav en ekstraindkomst for familier på landet. De brugte træ med mønstre til at presse smørret til klodser for at sælge dem på markeder eller i dagligvarebutikker. Dekorationerne i træstykkerne gav aftryk i smørret og gjorde det muligt at se, hvilken gård der havde kærnet smørret. Denne praksis fortsatte indtil produktionen blev mekaniseret, og smør blev herefter fremstillet i mindre dekorative former. I dag bliver smørpresser kun brugt til dekorative formål.
Per capita er smørforbruget gået ned i de fleste vestlige lande i 1900-tallet, især som følge af margarinen, der både er billigere og i de senere år også er blevet betragtet som sundere af nogle forskere og diætister. I USA overgik forbruget af margarine smør 1950'erne og i dag er det stadig tilfældet at margarine bliver spist oftere end smør i USA og EU.

### Dansk smørhistorie
Mejeridriften i Danmark har gamle rødder, og Herregårdssmørret var efterspurgt i byerne allerede i senmiddelalderen. Med den langsomme omlægning til animalsk produktion, som dansk landbrug gennemgik i 1800-tallet, begyndte man også på gårdene at oprette egne mejerier. Afsætningsforholdene begunstigede de store mejerier, og dette medvirkede til, at andelstanken fik sit gennembrud. Det første andelsmejeri (Hjedding Andelsmejeri) oprettedes i 1882 i Hjedding. Det byggede på tre grundprincipper.
- 1. …”alle for en og en for alle” – man stod sammen
- 2. generalforsamlingen var højeste myndighed
- 3. hvert medlem havde 1 stemme uanset antallet af køer."[31]

Andelsmejeriformen spredte sig hurtigt ud over landet fra 1882 til 1888, hvor det egentlige gennembrud kom. Ved århundredeskiftet var Danmark verdens største smøreksportør.
Den 23. oktober 1901 blev lurmærket smør registreret som varemærke med de fire sammenslyngede lurer og den påtrykte tekst, "Danish Butter". Mærkningen blev indført på privat initiativ, da Danske Mejeriers Smørmærkeforening besluttede, at eksport af smør skulle ske under et fælles mærke og med en fælles kvalitet. Siden 1901 var dansk smør derfor underlagt kontrol, og hvis et mejeri ikke levede op til kvalitetskravene, kunne smørret ikke sælges under lurpaknavnet. Med loven om smøreksport var Lurmærket det lovbefalede mærke for alt dansk smør, der blev lavet af pasteuriseret fløde. Dette kunne opfattes som protektionisme, men de danske myndigheder hævdede, at det ikke havde noget med beskyttelse at gøre, men var et værn mod kopiering af danske produkter.
De danske mejerier voksede eksplosivt i antal 1890-1930, hvor der var etableret ca. 2.000 mejerier i Danmark. Væksten, som gjorde landet til verdens største smørproducent, førte til etableringen af en række interesseorganisation er. Der var en interessekonflikt mellem de mejerier, der var tilknyttet Andelsbevægelsen og de privatejede mejerier.
I 1912 stiftedes De samvirkende Danske Mejeriforeningers Fællesorganisation, som skiftede navn til Mejeriforeningen, som blandt andet administrerede smørmærket Lurpak. I 2009 blev Landbrug & Fødevarer oprettet med hovedsæde på Axelborg i København. Her er en stor del af landbrugs- og fødevareorganisationer samlet i en enkelt organisation. Mejeriforeningen er en del af dette samarbejde, hvor et af formålene er at styrke eksporten af blandt andet smør. Mejeriforeningen har retten til lurmærket i 2025, men ARLA har udtrykt ønske om at overtage dette brand. Mens de konventionelle landbrug ikke længere er direkte knyttet til Andelsbevægelsen, forsøger mange af de små eller mindre landbrug med tilhørende følgeindustrier at fastholde andelstanken, blandt andet gennem fællesskaber, der sætter fokus på økologi. Konkurrencesituationen på det danske marked betyder, at både Lurpak og økologi er udfordret af billige produkter uden kvalitetsmærkning:
"Billigsmørret har bidt sig fast og har i dag vel en 15-20 pct. af smørmarkedet i COOP,” fortæller Lars Rasmussen, kategorichef for mejeriprodukter i Coop. Han erkender, at Coop primært har det billige smør på hylderne for at matche discountkæderne.

## Næringsindhold
Da smør i bund og grund består af mælkefedt, indeholder det rester af laktose, men moderat indtag af smør er ikke et problem for personer der lider af laktoseintolerans. Folk med mælkeallergi kan stadig være nødt til at undgå smør, som indeholder nok allergifremkaldende proteiner til at skabe en allergisk reaktion. Sødmælk, smør og fløde indeholder en stor mængde mættet fedt.
Smør er en god kilde til A vitamin.

## Yderligere læsning
- McGee, Harold (2004). On Food and Cooking: The Science and Lore of the Kitchen. New York, New York: Scribner. ISBN 978-0-684-80001-1. LCCN 2004058999. OCLC 56590708. pp. 33–39, "Butter and Margarine"
- Dalby, Andrew (2003). Food in the Ancient World from A to Z (Webside ikke længere tilgængelig), 65. Google Print. ISBN 0-415-23259-7 (accessed 16 November 2005). Also available in print from Routledge (UK).
- Michael Douma (editor). WebExhibits' Butter pages Arkiveret 2. december 2016 hos  Wayback Machine. Retrieved 21 November 2005.
- Crawford, R. J. M.;  et al. (1990). The Technology of Traditional Milk Products in Developing Countries. Food and Agriculture Organization of the United Nations. ISBN 92-5-102899-0. Full text online
- Grigg, David B. (7 November 1974). The Agricultural Systems of the World: An Evolutionary Approach, 196–198. Google Print. ISBN 0-521-09843-2 (accessed 28 November 2005). Also available in print from Cambridge University Press.